# دهستان تسنداگانگ
دهستان تسنداگانگ (به لاتین: Tsendagang Gewog) یک دهستان در کشور بوتان است که در ناحیهٔ داگانا واقع شده‌است.